# کیمکو ریلتی
کیمکو ریلتی (انگلیسی: Kimco Realty) شرکت املاک آمریکایی است، که در سال ۱۹۵۸ تأسیس شد.